# 2012–2013-as EHF-bajnokok ligája (selejtezők)
A 2012–2013-as EHF-bajnokok ligája selejtezői során a szerb RK Partizan, a macedón HC Metalurg Skopje, a román HCM Constanţa, a fehérorosz HC Dinamo-Minsk valamint a német HSV Hamburg szerezte meg az csoportkörben való szereplés jogát.

## Lebonyolítás
A 2012–2013-as EHF-bajnokok ligája selejtezőjén 14 csapat vett részt. 2012. július 3-án Ausztriában, Bécsben tartott sorsoláson az együtteseket három-négyfős valamint egy két csapatos csoportba osztották. Az elődöntők és a döntők lejátszása után a győztesek feljutottak a bajnokok-ligája főtáblájára, a vesztesek a 2012–2013-as EHF-kupában küzdhettek tovább. A mérkőzéseket 2012. szeptember 8-án és 9-én játszották.
| 1. kalap           | 2. kalap         | 3. kalap              | 4. kalap          |
| ------------------ | ---------------- | --------------------- | ----------------- |
| HCM Constanţa      | HT Tatran Prešov | HC Dinamo-Poltava     | Alpla HC Hard     |
| RK Sloga Doboj     | Haslum HK        | FC Porto Vitalis      | Beşiktaş J.K.     |
| HC Metalurg Skopje | RK Partizan      | Maccabi Rishon LeZion | RK Lovcen Cetinje |
| HC Dinamo-Minsk    |                  |                       | SSV Bozen Loacker |

Ezen felül az EHF további egy selejtezőcsoportot (W csoport) alakított ki négy szabadkártyás csapatból, melyeket az EHF jelölt ki.
| Szabadkártyás csapatok     |
| -------------------------- |
| HSV Hamburg                |
| Bjerringbro-Silkeborg 1    |
| Saint-Raphaël Var Handball |
| Wisła Płock                |

1 Mivel a sorozat megkezdése előtt, a dán bajnok, az AG København csődöt jelentett, a szabadkártyás, dán bajnoki második, Bjerringbro-Silkeborg került automatikusa a koppenhágai csapat helyére a főtáblára. Viszont a Bjerringbro-Silkeborg helyére, a szlovén RK Koper meghívást kapott a selejtezőre.

## 1. csoport
A csoport valamennyi mérkőzését Szerbiában, Belgrádban rendezték.
|  | Elődöntők           | Elődöntők           | Elődöntők           |    |                     | Döntő               | Döntő               | Döntő |
|  |                     |                     |                     |    |                     |                     |                     |       |
|  | 2012. szeptember 8. |                     |                     |    |                     |                     |                     |       |
|  | RK Sloga Doboj      | RK Sloga Doboj      | 25                  |    |                     |                     |                     |       |
|  | RK Lovcen Cetinje   | RK Lovcen Cetinje   | 23                  |    |                     |                     |                     |       |
|  |                     |                     |                     |    |                     |                     |                     |       |
|  |                     |                     |                     |    |                     | 2012. szeptember 9. |                     |       |
|  |                     |                     |                     |    | RK Sloga Doboj      | RK Sloga Doboj      | 16                  |       |
|  |                     | RK Partizan         | RK Partizan         | 31 |                     |                     |                     |       |
|  |                     |                     |                     |    |                     |                     |                     |       |
|  |                     |                     |                     |    |                     |                     |                     |       |
|  |                     |                     |                     |    |                     | Bronzmérkőzés       |                     |       |
|  | 2012. szeptember 8. | 2012. szeptember 8. | 2012. szeptember 8. |    | 2012. szeptember 9. | 2012. szeptember 9. | 2012. szeptember 9. |       |
|  | RK Partizan         | RK Partizan         | 27                  |    | RK Lovcen Cetinje   | RK Lovcen Cetinje   | 25                  |       |
|  | FC Porto Vitalis    | FC Porto Vitalis    | 25                  |    |                     | FC Porto Vitalis    | FC Porto Vitalis    | 31    |

### Elődöntők
| 2012. szeptember 8. 19:30 | RK Sloga Doboj | 25 – 23     | RK Lovcen Cetinje | Belgrád, Szerbia Nézőszám: 450 Játékvezetők: Kaveshnikov, Plotnikov (RUS) |
| 2012. szeptember 8. 19:30 | Pesic 7        | (13–10)     | Markovic 9        | Belgrád, Szerbia Nézőszám: 450 Játékvezetők: Kaveshnikov, Plotnikov (RUS) |
| 2012. szeptember 8. 19:30 | 4× 2×          | Jegyzőkönyv | 5× 3×             | Belgrád, Szerbia Nézőszám: 450 Játékvezetők: Kaveshnikov, Plotnikov (RUS) |

| 2012. szeptember 8. 17:00 | RK Partizan    | 27 – 25     | FC Porto Vitalis | Belgrád, Szerbia Nézőszám: 2 000 Játékvezetők: Gjeding, Hansen (DEN) |
| 2012. szeptember 8. 17:00 | Kostadinovic 5 | (14–13)     | Moreira 7        | Belgrád, Szerbia Nézőszám: 2 000 Játékvezetők: Gjeding, Hansen (DEN) |
| 2012. szeptember 8. 17:00 | 7× 3×          | Jegyzőkönyv | 3× 1×            | Belgrád, Szerbia Nézőszám: 2 000 Játékvezetők: Gjeding, Hansen (DEN) |

### Bronzmérkőzés
| 2012. szeptember 9. 17:00 | RK Lovcen Cetinje | 25 – 31     | FC Porto Vitalis | Belgrád, Szerbia Nézőszám: 500 Játékvezetők: Kaveshnikov, Plotnikov (RUS) |
| 2012. szeptember 9. 17:00 | Jovetic 6         | (10–14)     | Davyes 9         | Belgrád, Szerbia Nézőszám: 500 Játékvezetők: Kaveshnikov, Plotnikov (RUS) |
| 2012. szeptember 9. 17:00 | 3× 2×             | Jegyzőkönyv | 3× 3×            | Belgrád, Szerbia Nézőszám: 500 Játékvezetők: Kaveshnikov, Plotnikov (RUS) |

### Döntő
| 2012. szeptember 9. 19:30 | RK Sloga Doboj | 15 – 31     | RK Partizan | Belgrád, Szerbia Nézőszám: 2 000 Játékvezetők: Gjeding, Hansen (DEN) |
| 2012. szeptember 9. 19:30 | Pesic 8        | (8–15)      | Maksic 8    | Belgrád, Szerbia Nézőszám: 2 000 Játékvezetők: Gjeding, Hansen (DEN) |
| 2012. szeptember 9. 19:30 | 1× 3×          | Jegyzőkönyv | 3×          | Belgrád, Szerbia Nézőszám: 2 000 Játékvezetők: Gjeding, Hansen (DEN) |

## 2. csoport
A csoport valamennyi mérkőzését Norvégiában, Rykkinnben rendezték.
|  | Elődöntők           | Elődöntők           | Elődöntők           |    |                     | Döntő               | Döntő               | Döntő |
|  |                     |                     |                     |    |                     |                     |                     |       |
|  | 2012. szeptember 8. |                     |                     |    |                     |                     |                     |       |
|  | HC Metalurg Skopje  | HC Metalurg Skopje  | 25                  |    |                     |                     |                     |       |
|  | Alpla HC Hard       | Alpla HC Hard       | 19                  |    |                     |                     |                     |       |
|  |                     |                     |                     |    |                     |                     |                     |       |
|  |                     |                     |                     |    |                     | 2012. szeptember 9. |                     |       |
|  |                     |                     |                     |    | HC Metalurg Skopje  | HC Metalurg Skopje  | 30                  |       |
|  |                     | Haslum HK           | Haslum HK           | 20 |                     |                     |                     |       |
|  |                     |                     |                     |    |                     |                     |                     |       |
|  |                     |                     |                     |    |                     |                     |                     |       |
|  |                     |                     |                     |    |                     | Bronzmérkőzés       |                     |       |
|  | 2012. szeptember 8. | 2012. szeptember 8. | 2012. szeptember 8. |    | 2012. szeptember 9. | 2012. szeptember 9. | 2012. szeptember 9. |       |
|  | Haslum HK           | Haslum HK           | 29                  |    | Alpla HC Hard       | Alpla HC Hard       | 29                  |       |
|  | HC Dinamo-Poltava   | HC Dinamo-Poltava   | 28                  |    |                     | HC Dinamo-Poltava   | HC Dinamo-Poltava   | 23    |

### Elődöntők
| 2012. szeptember 8. 14:00 | HC Metalurg Skopje | 25 – 19     | Alpla HC Hard | Rykkinn, Norvégia Nézőszám: 310 Játékvezetők: Bonifert, Oláh (HUN) |
| 2012. szeptember 8. 14:00 | Mojsovski 6        | (10–5)      | Glušaks 5     | Rykkinn, Norvégia Nézőszám: 310 Játékvezetők: Bonifert, Oláh (HUN) |
| 2012. szeptember 8. 14:00 | 5× 1×              | Jegyzőkönyv | 4× 3×         | Rykkinn, Norvégia Nézőszám: 310 Játékvezetők: Bonifert, Oláh (HUN) |

| 2012. szeptember 8. 16:30 | Haslum HK | 29 – 28     | HC Dinamo-Poltava | Rykkinn, Norvégia Nézőszám: 750 Játékvezetők: Cohen, Peretz (ISR) |
| 2012. szeptember 8. 16:30 | Roe 6     | (9–13)      | Vasyuk 9          | Rykkinn, Norvégia Nézőszám: 750 Játékvezetők: Cohen, Peretz (ISR) |
| 2012. szeptember 8. 16:30 | 7× 3×     | Jegyzőkönyv | 5× 3×             | Rykkinn, Norvégia Nézőszám: 750 Játékvezetők: Cohen, Peretz (ISR) |

### Bronzmérkőzés
| 2012. szeptember 9. 14:00 | Alpla HC Hard | 29 – 23     | HC Dinamo-Poltava | Rykkinn, Norvégia Nézőszám: 173 Játékvezetők: Bonifert, Oláh (HUN) |
| 2012. szeptember 9. 14:00 | Krsmančić 9   | (16–10)     | Shindin 6         | Rykkinn, Norvégia Nézőszám: 173 Játékvezetők: Bonifert, Oláh (HUN) |
| 2012. szeptember 9. 14:00 | 6× 3× 1×      | Jegyzőkönyv | 8× 2× 1×          | Rykkinn, Norvégia Nézőszám: 173 Játékvezetők: Bonifert, Oláh (HUN) |

### Döntő
| 2012. szeptember 9. 16:30 | HC Metalurg Skopje | 30 – 20     | Haslum HK  | Rykkinn, Norvégia Nézőszám: 1 150 Játékvezetők: Cohen, Peretz (ISR) |
| 2012. szeptember 9. 16:30 | Mirkulovski 8      | (16–8)      | Barthold 3 | Rykkinn, Norvégia Nézőszám: 1 150 Játékvezetők: Cohen, Peretz (ISR) |
| 2012. szeptember 9. 16:30 | 4× 3×              | Jegyzőkönyv | 2× 3×      | Rykkinn, Norvégia Nézőszám: 1 150 Játékvezetők: Cohen, Peretz (ISR) |

## 3. csoport
A csoport valamennyi mérkőzését Romániában, Constanţában rendezték.
|  | Elődöntők             | Elődöntők             | Elődöntők           |    |                     | Döntő                 | Döntő                 | Döntő |
|  |                       |                       |                     |    |                     |                       |                       |       |
|  | 2012. szeptember 8.   |                       |                     |    |                     |                       |                       |       |
|  | HCM Constanţa         | HCM Constanţa         | 33                  |    |                     |                       |                       |       |
|  | SSV Bozen Loacker     | SSV Bozen Loacker     | 22                  |    |                     |                       |                       |       |
|  |                       |                       |                     |    |                     |                       |                       |       |
|  |                       |                       |                     |    |                     | 2012. szeptember 9.   |                       |       |
|  |                       |                       |                     |    | HCM Constanţa       | HCM Constanţa         | 26                    |       |
|  |                       | HT Tatran Prešov      | HT Tatran Prešov    | 21 |                     |                       |                       |       |
|  |                       |                       |                     |    |                     |                       |                       |       |
|  |                       |                       |                     |    |                     |                       |                       |       |
|  |                       |                       |                     |    |                     | Bronzmérkőzés         |                       |       |
|  | 2012. szeptember 8.   | 2012. szeptember 8.   | 2012. szeptember 8. |    | 2012. szeptember 9. | 2012. szeptember 9.   | 2012. szeptember 9.   |       |
|  | HT Tatran Prešov      | HT Tatran Prešov      | 36                  |    | SSV Bozen Loacker   | SSV Bozen Loacker     | 30                    |       |
|  | Maccabi Rishon LeZion | Maccabi Rishon LeZion | 20                  |    |                     | Maccabi Rishon LeZion | Maccabi Rishon LeZion | 33    |

### Elődöntők
| 2012. szeptember 8. 18:00 | HCM Constanţa | 33 – 22     | SSV Bozen Loacker | Constanţa, Románia Nézőszám: 1 500 Játékvezetők: Jurinovic, Mrvica (CRO) |
| 2012. szeptember 8. 18:00 | Csepreghi 6   | (16–12)     | Turković 6        | Constanţa, Románia Nézőszám: 1 500 Játékvezetők: Jurinovic, Mrvica (CRO) |
| 2012. szeptember 8. 18:00 | 5× 3×         | Jegyzőkönyv | 6× 2×             | Constanţa, Románia Nézőszám: 1 500 Játékvezetők: Jurinovic, Mrvica (CRO) |

| 2012. szeptember 8. 20:30 | HT Tatran Prešov | 36 – 20     | Maccabi Rishon LeZion | Constanţa, Románia Nézőszám: 150 Játékvezetők: Olesen, Pedersen (DEN) |
| 2012. szeptember 8. 20:30 | Číp 7            | (11–8)      | Friedmann 4           | Constanţa, Románia Nézőszám: 150 Játékvezetők: Olesen, Pedersen (DEN) |
| 2012. szeptember 8. 20:30 | 6× 3×            | Jegyzőkönyv | 5× 3× 1×              | Constanţa, Románia Nézőszám: 150 Játékvezetők: Olesen, Pedersen (DEN) |

### Bronzmérkőzés
| 2012. szeptember 9. 18:00 | SSV Bozen Loacker | 30 – 33     | Maccabi Rishon LeZion | Constanţa, Románia Nézőszám: 300 Játékvezetők: Olesen, Pedersen (DEN) |
| 2012. szeptember 9. 18:00 | Radovčić 8        | (19–14)     | Rosental 9            | Constanţa, Románia Nézőszám: 300 Játékvezetők: Olesen, Pedersen (DEN) |
| 2012. szeptember 9. 18:00 | 7× 3×             | Jegyzőkönyv | 8× 3×                 | Constanţa, Románia Nézőszám: 300 Játékvezetők: Olesen, Pedersen (DEN) |

### Döntő
| 2012. szeptember 9. 20:30 | HCM Constanţa | 26 – 21     | HT Tatran Prešov | Constanţa, Románia Nézőszám: 1 500 Játékvezetők: Jurinovic, Mrvica (CRO) |
| 2012. szeptember 9. 20:30 | Toma 7        | (16–10)     | Krištopans 4     | Constanţa, Románia Nézőszám: 1 500 Játékvezetők: Jurinovic, Mrvica (CRO) |
| 2012. szeptember 9. 20:30 | 2× 2× 1×      | Jegyzőkönyv | 3× 3× 1×         | Constanţa, Románia Nézőszám: 1 500 Játékvezetők: Jurinovic, Mrvica (CRO) |

## 4. csoport
A csoport valamennyi mérkőzését Fehéroroszországban, Minszkben rendezték.
| Beşiktaş J.K.   | 46 |
| HC Dinamo-Minsk | 61 |

| 2012. szeptember 8. 18:30 | Beşiktaş J.K. | 22 – 30     | HC Dinamo-Minsk | Minszk, Fehéroroszország Nézőszám: 1 500 Játékvezetők: Andorka, Hucker (HUN) |
| 2012. szeptember 8. 18:30 | Arifoglu 7    | (9–15)      | Atman 9         | Minszk, Fehéroroszország Nézőszám: 1 500 Játékvezetők: Andorka, Hucker (HUN) |
| 2012. szeptember 8. 18:30 | 3×            | Jegyzőkönyv | 2× 3×           | Minszk, Fehéroroszország Nézőszám: 1 500 Játékvezetők: Andorka, Hucker (HUN) |

| 2012. szeptember 9. 16:00 | HC Dinamo-Minsk | 31 – 24     | Beşiktaş J.K. | Minszk, Fehéroroszország Nézőszám: 1 500 Játékvezetők: Andorka, Hucker (HUN) |
| 2012. szeptember 9. 16:00 | Nikulenkau 4    | (14–13)     | Arifoglu 6    | Minszk, Fehéroroszország Nézőszám: 1 500 Játékvezetők: Andorka, Hucker (HUN) |
| 2012. szeptember 9. 16:00 | 3× 3×           | Jegyzőkönyv | 5× 3×         | Minszk, Fehéroroszország Nézőszám: 1 500 Játékvezetők: Andorka, Hucker (HUN) |

## W. csoport
A csoport valamennyi mérkőzését Franciaországban, Saint-Raphaëlben rendezték.
|  | Elődöntők                  | Elődöntők                  | Elődöntők                  |    |                     | Döntő               | Döntő               | Döntő |
|  |                            |                            |                            |    |                     |                     |                     |       |
|  | 2012. szeptember 8.        |                            |                            |    |                     |                     |                     |       |
|  | HSV Hamburg                | HSV Hamburg                | 28                         |    |                     |                     |                     |       |
|  | Wisła Płock                | Wisła Płock                | 26                         |    |                     |                     |                     |       |
|  |                            |                            |                            |    |                     |                     |                     |       |
|  |                            |                            |                            |    |                     | 2012. szeptember 9. |                     |       |
|  |                            |                            |                            |    | HSV Hamburg         | HSV Hamburg         | 32                  |       |
|  |                            | Saint-Raphaël Var Handball | Saint-Raphaël Var Handball | 31 |                     |                     |                     |       |
|  |                            |                            |                            |    |                     |                     |                     |       |
|  |                            |                            |                            |    |                     |                     |                     |       |
|  |                            |                            |                            |    |                     | Bronzmérkőzés       |                     |       |
|  | 2012. szeptember 8.        | 2012. szeptember 8.        | 2012. szeptember 8.        |    | 2012. szeptember 9. | 2012. szeptember 9. | 2012. szeptember 9. |       |
|  | Saint-Raphaël Var Handball | Saint-Raphaël Var Handball | 28                         |    | Wisła Płock         | Wisła Płock         | 27                  |       |
|  | RK Koper                   | RK Koper                   | 23                         |    |                     | RK Koper            | RK Koper            | 22    |

### Elődöntők
| 2012. szeptember 8. 16:30 | HSV Hamburg | 28 – 26     | Wisła Płock | Saint-Raphaël, Franciaország Nézőszám: 800 Játékvezetők: Lopez, Ramirez (ESP) |
| 2012. szeptember 8. 16:30 | Lindberg 6  | (15–16)     | Ghionea 11  | Saint-Raphaël, Franciaország Nézőszám: 800 Játékvezetők: Lopez, Ramirez (ESP) |
| 2012. szeptember 8. 16:30 | 3× 3×       | Jegyzőkönyv | 3× 2×       | Saint-Raphaël, Franciaország Nézőszám: 800 Játékvezetők: Lopez, Ramirez (ESP) |

| 2012. szeptember 8. 19:00 | Saint-Raphaël Var Handball | 28 – 23     | RK Koper  | Saint-Raphaël, Franciaország Nézőszám: 1 200 Játékvezetők: Opava, Valek (CZE) |
| 2012. szeptember 8. 19:00 | Caucheteux 6               | (13–13)     | Brumen 10 | Saint-Raphaël, Franciaország Nézőszám: 1 200 Játékvezetők: Opava, Valek (CZE) |
| 2012. szeptember 8. 19:00 | 3× 3×                      | Jegyzőkönyv | 6× 3×     | Saint-Raphaël, Franciaország Nézőszám: 1 200 Játékvezetők: Opava, Valek (CZE) |

### Bronzmérkőzés
| 2012. szeptember 9. 16:00 | Wisła Płock | 27 – 22     | RK Koper  | Saint-Raphaël, Franciaország Nézőszám: 500 Játékvezetők: Opava, Valek (CZE) |
| 2012. szeptember 9. 16:00 | Nenadić 7   | (12–10)     | Brumen 11 | Saint-Raphaël, Franciaország Nézőszám: 500 Játékvezetők: Opava, Valek (CZE) |
| 2012. szeptember 9. 16:00 | 5× 2× 1×    | Jegyzőkönyv | 5× 3×     | Saint-Raphaël, Franciaország Nézőszám: 500 Játékvezetők: Opava, Valek (CZE) |

### Döntő
| 2012. szeptember 9. 19:00 | HSV Hamburg | 32 – 31     | Saint-Raphaël Var Handball | Saint-Raphaël, Franciaország Nézőszám: 1 200 Játékvezetők: Lopez, Ramirez (ESP) |
| 2012. szeptember 9. 19:00 | Lindberg 8  | (13–15)     | Megannem 8                 | Saint-Raphaël, Franciaország Nézőszám: 1 200 Játékvezetők: Lopez, Ramirez (ESP) |
| 2012. szeptember 9. 19:00 | 2× 2×       | Jegyzőkönyv | 3× 2×                      | Saint-Raphaël, Franciaország Nézőszám: 1 200 Játékvezetők: Lopez, Ramirez (ESP) |

## Külső hivatkozások
- Hivatalos honlap